# Пасарел (язовир)
Вижте пояснителната страница за други значения на Пасарел.
„Пасарел“ е язовир в западна България. Разположен е в Панчаревският пролом на река Искър, между Лозенска планина и Плана, в землището на село Долни Пасарел. Водите му се използват за силодобиване и питейно-битово водоснабдяване. Самото езеро е вододайна зона и риболовът, както и къпането са забранени, но е едно чудесно място за разходка.
Намира се на 28 km югоизточно от центъра на София, на надморска височина 700 m. Язовир „Пасарел“ е част от Хидровъзел „Искър“ на Каскада „Искър“, създадена като питеен, напоителен и енергиен източник за Софийската агломерация. Завършен през 1956 година, той служи за долен изравнител на ВЕЦ „Пасарел“ и горен изравнител на по-ниско разположената ВЕЦ „Кокаляне“, заради което понякога е наричан язовир „Кокаляне“. Той е многогодишен изравнител и се стопанисва от Националната електрическа компания, чрез нейното подразделение Държавно предприятие „Язовири и каскади НЕК“, язовирен район „Искър“.
Язовирът има дължина 2 km, ширина до 350 m и максимален завирен обем 2,7 млн. m³. Стената му е бетонна масивно-гравитачна, с височина 27 m и дължина по короната 94 m. Има преливник и изпускател с общ капцитет 800 m³/s, изливащи се в общ енергогасителен басейн.
Близо до язовира е разположена в.з „Пасарел“ и историческата местност „Стражарски дол“ където е лобното място на смелият летец-изтребител Димитър Списаревски, в памет на който е изграден Пасарелският параклис Св. Георги Победоносец. От района на язовир „Пасарел“ започва създадената през 2010 година екопътека „Лозенска планина“, която продължава по-нататък към връх Половрак, Лозенският манастир „Св. Спас“ и с. Лозен.

## Други
На Пасарелския язовир е наречена улица в квартал „Сухата река“ в София (Карта).